# Castelnuovo Cilento
Castelnuovo Cilento es una localidad y comune italiana de la provincia de Salerno, región de Campania, con 2.543 habitantes.

## Evolución demográfica
| Gráfica de evolución demográfica de Castelnuovo Cilento entre 1861 y 2001 |
|                                                                           |
| Fuente ISTAT - elaboración gráfica de Wikipedia                           |